# 1977年の大洋ホエールズ
1977年の大洋ホエールズ（1977ねんのたいようホエールズ）では、1977年の大洋ホエールズにおける動向をまとめる。
この年の大洋ホエールズは、2回目の別当薫監督体制の1年目（通算6年目）のシーズンである。

## 概要
在任2年間でBクラスに終わった秋山登前監督の後を受けて、別当監督が再び就任。
チームは7月まで五分五分の成績だったが、8月以降は負けが込み始めた。それでも9月時点で5位につけ、最下位脱出は目前に思われたが、10月に入ると3勝9敗1分と躓き、最終的には2年連続最下位に終わった。それでも、勝率は前年からやや改善されている。
打撃陣はこの年レギュラー入りの高木由一、急成長した田代富雄、ベテラン松原誠、ジョン・シピンらの活躍で、優勝した巨人の181本に次ぐリーグ2位の176本を放ち、重量打線は健在だった。
投手陣は平松政次・杉山知隆・斉藤明夫らがローテーションを守り、新人の斉藤は負け越しながらも新人王に輝き、平松・杉山もそれなりの成績を残したが、救援投手を含めても防御率を3点台に乗せたのは平松だけで、チーム防御率も前年の4.45から4.94まで落ち込んだ。
横浜市への本拠地移転話はシーズン前から浮上しており、4月には川崎市側は町内会連合会、全川崎労働組合協議会、PTA連絡協議会など19団体が合同で「大洋球団の横浜誘致に反対する川崎市民連合」を設立、移転阻止を働きかけ始めた。しかし、球団は横浜市民から資金集めを始めるなど、移転は既定路線となっており、後半戦開幕後の8月2日、大洋は「来年から横浜市に本拠地を移転する」と正式に発表する。翌年から本拠地を横浜スタジアムに移転したため、川崎球場を本拠地として使用したのはこの年が最後となった（空いた川崎球場にはロッテオリオンズが移転）。
対戦成績では優勝の巨人に相変わらず弱く、10勝16敗と負け越したが、2位のヤクルトには12勝12敗2分と健闘した。この年、横浜スタジアムの建設工事が始まり、親会社の大洋漁業は西武鉄道に対して第三者割当増資を行うが、球団経営権の譲渡交渉は合意に至らず、西武は翌年、クラウンライターライオンズの買収へ動くことになる。

## チーム成績

### レギュラーシーズン
| 1 | 中 | 中塚政幸 |
| 2 | 遊 | 山下大輔 |
| 3 | 二 | シピン   |
| 4 | 一 | 松原誠   |
| 5 | 左 | 高木由一 |
| 6 | 捕 | 福嶋久晃 |
| 7 | 右 | 江尻亮   |
| 8 | 三 | 田代富雄 |
| 9 | 投 | 渡辺秀武 |

| 順位 | 4月終了時 | 4月終了時 | 5月終了時 | 5月終了時 | 6月終了時 | 6月終了時 | 7月終了時 | 7月終了時 | 8月終了時 | 8月終了時 | 9月終了時 | 9月終了時 | 最終成績 | 最終成績 |
| ---- | --------- | --------- | --------- | --------- | --------- | --------- | --------- | --------- | --------- | --------- | --------- | --------- | -------- | -------- |
| 1位  | 巨人      | --        | 巨人      | --        | 巨人      | --        | 巨人      | --        | 巨人      | --        | 巨人      | --        | 巨人     | --       |
| 2位  | 阪神      | 3.5       | 阪神      | 4.5       | ヤクルト  | 5.0       | ヤクルト  | 7.5       | ヤクルト  | 12.0      | ヤクルト  | 13.0      | ヤクルト | 15.0     |
| 3位  | 大洋      | 4.5       | 大洋      | 6.0       | 阪神      | 5.5       | 阪神      | 7.5       | 阪神      | 15.5      | 中日      | 17.5      | 中日     | 15.5     |
| 4位  | ヤクルト  | 4.5       | ヤクルト  | 7.0       | 大洋      | 8.5       | 大洋      | 11.0      | 中日      | 16.0      | 阪神      | 21.0      | 阪神     | 21.0     |
| 5位  | 中日      | 8.5       | 中日      | 9.0       | 中日      | 12.5      | 中日      | 16.0      | 大洋      | 18.0      | 大洋      | 22.0      | 広島     | 25.0     |
| 6位  | 広島      | 9.0       | 広島      | 9.5       | 広島      | 13.5      | 広島      | 18.0      | 広島      | 19.5      | 広島      | 25.5      | 大洋     | 25.5     |

| 順位 | 球団               | 勝 | 敗 | 分 | 勝率 | 差   |
| 1位  | 読売ジャイアンツ   | 80 | 46 | 4  | .635 | 優勝 |
| 2位  | ヤクルトスワローズ | 62 | 58 | 10 | .517 | 15.0 |
| 3位  | 中日ドラゴンズ     | 64 | 61 | 5  | .512 | 15.5 |
| 4位  | 阪神タイガース     | 55 | 63 | 12 | .466 | 21.0 |
| 5位  | 広島東洋カープ     | 51 | 67 | 12 | .432 | 25.0 |
| 6位  | 大洋ホエールズ     | 51 | 68 | 11 | .429 | 25.5 |

## オールスターゲーム1977
| ファン投票 | 監督推薦                          | 補充選手 |
| ---------- | --------------------------------- | -------- |
| 選出なし   | 杉山知隆 福嶋久晃 シピン 田代富雄 | 高木嘉一 |

## 表彰選手
| リーグ・リーダー | リーグ・リーダー |
| 選手名           | タイトル         |
| ---------------- | ---------------- |
| 斉藤明雄         | 新人王           |

| ベストナイン         | ベストナイン | ベストナイン |
| -------------------- | ------------ | ------------ |
| 選出なし             |              |              |
| ダイヤモンドグラブ賞 |              |              |
| 選手名               | ポジション   | 回数         |
| 山下大輔             | 遊撃手       | 2年連続2度目 |

## ドラフト
| 順位 | 選手名     | ポジション | 所属             | 結果 |
| ---- | ---------- | ---------- | ---------------- | ---- |
| 1位  | 門田富昭   | 投手       | 西南学院大学     | 入団 |
| 2位  | 加藤英美   | 投手       | 大昭和製紙北海道 | 入団 |
| 3位  | 遠藤一彦   | 投手       | 東海大学         | 入団 |
| 4位  | 大久保弘司 | 内野手     | 下関商業高       | 入団 |
| 5位  | 谷内野隆   | 投手       | 北陸銀行         | 拒否 |
| 6位  | 屋鋪要     | 外野手     | 三田学園高       | 入団 |